# 7271 Doroguntsov
7271 Doroguntsov eller 1979 SR2 är en asteroid i huvudbältet som upptäcktes den 22 september 1979 av den rysk-sovjetiske astronomen Nikolaj Tjernych vid Krims astrofysiska observatorium på Krim. Den har fått sitt namn efter den sovjetisk-ukrainske akademikern och politikern Serhiy Ivanovytj Dorohuntsov.
Asteroiden har en diameter på ungefär sju kilometer.